# 2008年攀枝花地震
攀枝花地震发生于北京时间2008年8月30日16时30分，震中位于中国四川省攀枝花市仁和区和凉山彝族自治州会理县交界处，地震规模为里氏6.1，震源深度10公里。截至9月1日11时，本次地震共造成36人死亡、506人受伤，大部分伤亡人员分布于四川省会理县、攀枝花市，云南省楚雄彝族自治州等地。
当局表示，是次地震系汶川大地震引发的较大区域内地应力场调整所致。其震中与汶川地震处于不同的地质构造断裂带上，不属于汶川大地震的余震。

## 参看
- 汶川大地震
- 2008年盈江地震